# A Christmas Carol (musical)
A Christmas Carol is een Broadway-musical geschreven door Disney-componist Alan Menken met liedteksten van Lynn Ahrens. De musical is gebaseerd op het gelijknamige verhaal van Charles Dickens uit het jaar 1843. De musical ging in première op 1 december 1994 in het Madison Square Garden Theatre en speelde tot 1 januari 1995 waarin de show 71 keer werd opgevoerd. Tot 2003 werd deze iedere kersttijd opgevoerd en was een vaste stopplaats tijdens het Christmas Shopping in New York.
Deze musical kreeg een filmadaptatie in 2004, met Kelsey Grammer als Scrooge.

## Creatives
Het creatieve team achter de musical was, naast de alombekende Ahrens en Menken, een verzameling nieuwe namen op Broadway. De productie werd geregisseerd door Mike Ockrent en de choreografie werd verzorgd door Susan Stroman. Het licht werd gemaakt door Jules Fisher en Peggy Eisenhauer, de decors werden ontworpen door Tony Walton en de kostuums door William Ivey Long. De originele productie werd opgevoerd door Original Radio City Entertainment. De Nederlandse versie is opgevoerd met een vertaling van Sanne Eggenkamp.

## Musical
Het verhaal start met het slaan van de Big Ben en met de nummers Ouverture, Hoor de Klokken en Een Heerlijke Tijd. In latere producties worden deze nummers samengebracht. In het volgende nummer Zeker Niet Mijn Probleem ontmoet Scrooge op weg naar huis, zonder het te beseffen, de drie geesten van Kerst in zijn eigen straat. Ze proberen hem een eerste keer te waarschuwen wanneer hij ze ontmoet als lampaansteekster, sandwichboardman en oude bedelvrouw. Daarnaast leren we ook Scrooge' werknemer, Bob Cratchit, en zijn zoon Kleine Tim kennen.
Het nummer Eén voor Eén is een typisch musicalnummer en introduceert naast de geest van Jacob Marley een reeks aan dolende geesten, veelal gestorven collega's en kennissen van Scrooge. Jacob Marley waarschuwt hem voor zijn egoïstische leven, maar Scrooge, die ervan overtuigd is dat dit slechts hallucinaties zijn, kruipt in zijn bed. Om klokslag 1 uur brengt de Geest van Kerstmis Toen hem een bezoek, Het Licht van Ooit Geweest. Deze geest neemt hem mee naar zijn eigen kindertijd en jeugd en die hem tekende voor het leven. Ook zijn beginnende loopbaan bij de Fezziwigs, Meneer Fezziwigs Jaarlijkse Kerstfestijn, en zijn kennismaking met zijn toekomstige vrouw Emily, Ergens Kom Ik Thuis, en zakenpartner Jacob Marley, Geld Gewin, laten zien hoe Scrooge werd wie hij nu is. 
De Geest van Huidige Kerst leert Scrooge dan weer dat Kerstmis garant moet staan voor feest, vriendschap en liefdadigheid (Overvloed! Liefdadigheid! en Kerst met Zijn Allen). Later neemt de Geest Scrooge mee op tocht door Londen waarbij ze o.a. halt houden bij het huis van zijn klerk Bob Cratchit en bij zijn neef Fred.
De Geest van Toekomstige Kerst brengt in de nummers Dansend op Jouw Graf', Gisteren, Morgen & Vandaag Scrooge tot inkeer waarna  Ebenezer op Kerstochtend wakker wordt in zijn kamer. De musical eindigt met de nummers Finale Scène en En Liefde voor Iedereen.

## Liedjes
|    | Engelse versie                       | Belgische versie                 | Nederlandse versie                  |
| -- | ------------------------------------ | -------------------------------- | ----------------------------------- |
| 1  | Overture                             | Ouverture                        | Ouverture                           |
| 2  | Hear the Bells                       | De jaren gaan voorbij            | Hoor de Klokken                     |
| 3  | Jolly Good Time                      | Een leuke, goed tijd             | Een Heerlijke tijd                  |
| 4  | Nothing to do with Me                | Allemaal niets voor mij          | Zeker Niet Mijn Probleem            |
| 5  | Link by Link                         | Klik na Klik                     | Eén voor Eén                        |
| 6  | The Lights of Long Ago               | Licht van Ver Voorbij            | Het Licht van Ooit Geweest          |
| 7  | Mr. Fezziwig's Annual Christmas Ball | Fezziwig's Jaarlijks Kerstmisbal | Mr Fezziwig Jaarlijkse Kerstfestijn |
| 8  | A Place Called Home                  | Er is een plek als thuis         | Ergens Kom Ik Thuis                 |
| 9  | Money Machine Montage                | Geld Gewin                       | Geld Gewin                          |
| 10 | Abundance And Charity                | Overvloed en Vrijgevigheid       | Overvloed! Liefdadigheid!           |
| 11 | Christmas Togheter                   | Zalig Kerstfeest                 | Kerst Met Zijn Allen                |
| 12 | Dancing On Your Grave                | Dansen op het graf               | Dansend op Jouw Graf                |
| 13 | Yesterday, Tomorrow & Today          | Gisteren, morgen & Vandaag       | Gisteren, Morgen & Vandaag          |
| 14 | Final Scene                          | Finale Scène                     | Finale Scène                        |
| 15 | God Bless Us Everyone                | Vrolijk kerstfeest iedereen!     | En Liefde voor Iedereen             |

### Albums
- A Christmas Carol - Original Cast Recording (1995)
- A Christmas Carol - Original Soundtrack (2004)

## Prijzen en nominaties
- Drama Desk Award voor Beste Musical (1995)

## Trivia
- De musical kan als eenakter worden opgevoerd of naar keuze in twee aktes waarbij de pauze ligt na scène 8.
- De musical wordt wereldwijd relatief weinig opgevoerd door de grote orkestbezetting (21 muzikanten) die de compositie vereist.

- In België of Nederland is deze versie nog niet professioneel en tonele gebracht. In België is er wel een semi-professionele première geweest op 16 december 2011 door de vzw Camerata Productions vzw en in Nederland heeft Stichting STEMP in december 2014 een semi-professionele versie gepresenteerd.